# Ерколе II д’Есте
Вижте пояснителната страница за други личности с името Ерколе д’Есте.
Еркòле II д’Есте (на италиански: Ercole II d’Este; * 4 април 1508, Ферара, Херцогство Ферара; † 3 октомври 1559, пак там) е 4-ти херцог на Ферара, Модена и Реджо от 1534 г. до смъртта си, генерален наместник на края на Франция (1528 – 1557).
Отношенията със Светия престол са в центъра на неговата политика, като той внимава винаги да поддържа херцогството в баланс и в добри отношения с основните сили в Италия и Европа. Два проблема обаче белязват негативно тези му опити: съпругата му Рене Френска, която е твърде близка до калвинистките тези, и приемът на сефарадските евреи в херцогството. Неговият син и наследник Алфонсо II, по конкретни искания от Рим, отстранява майка си Рене, така че този потенциален проблем е преодолян, но същото не се случва с политиката на Есте към евреите. Следователно след смъртта на Алфонсо II, също и поради липсата на законни наследници, е постановено предаването на херцогството на Папската държава.

## Произход
Той е втори син и дете на Алфонсо I д’Есте (* 1476, † 1534), херцог на Ферара, Модена и Реджо, и на втората му съпруга Лукреция Борджия (* 1480, † 1519), херцогиня на Ферара, Модена и Реджо, господарка на Непи, господарка на Сермонета и Басиано, херцогиня на Бишелие и княгиня на Салерно. Негови дядо и баба по бащина линия са херцозите на Ферара, Модена и Реджо Ерколе I д'Есте и Елеонора Арагонска. Негови дядо и баба по майчина линия са папа Александър VI и метресата му Ваноца Катанеи. Негов вуйчо е Чезаре Борджия, следователно той е братовчед на Франческо Борджия. По бащина линия е племенник на Изабела д'Есте и на кардинал Иполито д'Есте. Има четирима братя и две сестри:
- Алесандро (*/† 1505)
- Иполито II (* 1509, † 1572), кардинал
- Алесандро (* 1514, † 1516)
- Елеонора (* 1515, † 1575), монахиня
- Франческо (* 1516, † 1578), маркиз на Маса Ломбарда, съпруг на Мария ди Кардона
- Изабела Мария (* 1519, † 1521)

Има и един или двама полубратя.

## Биография
Когато се ражда, баща му е във Венеция. Според тогавашният хроникьор Филипо Конти по време на тържествата за неговото раждане във Ферара има различни пожари и щети.
Поради политически задължения през април 1528 г. Ерколе II се жени за Рене Френска – втората дъщеря на френския крал Луи XII и Анна Бретанска. Сватбата е отпразнувана в Сент Шапел в Париж и Рене получава значителна зестра и многобройни доходи от крал Франсоа I. Ерколе става херцог на Шартър, граф на Жизор и господар на Монтаржи. Имат пет деца.
През 1534 г. той наследява баща си, ставайки херцог на Ферара през октомври с името „Ерколе II“. През първите години успява да поддържа политическия баланс между различните нужди на Дом Есте и мощните му съседи. Той знае как да контролира испанския и френския натиск и по-специално се възползва от относителната тишина, дължаща се на испанското надмощие през този период, въпреки че много от личните му връзки, особено бракът му, го свързват повече с френския двор. Той също така трябва да възпира непрекъснатите искания на Светия престол, които изискват отстраняването от неговия двор на заподозрените в ерес. Самият Жан Калвин е във Ферара през 1536 г. и съпругата на Ерколе II, Рене, след известна кореспонденция с протестантите, е обвинена, че се е обърнала към протестантството въпреки присъствието на специален трибунал на Инквизицията във Ферара. През 1554 г. Ерколе II обвинява жена си в ерес пред френския крал Анри II и инквизитора Ориц. Впоследствие тя признава факта, но не понася преки последствия.
Той продължава своята политика на толерантност към сефарадските евреи, които бягат от Испания, и също благодарение на тях отваря града за нова търговия.
Преди това Ерколе II успява да разреши едно друго несъгласие с папството, произтичащо от нежеланието му да предостави събирането на данъци за битките срещу турците. Поради тази причина Павел III почти възнамерява да го отлъчи от Църквата: това не става само благодарение на споразумението, сключено през 1539 г. от Франческо, брат на Ерколе II, което включва плащането на 180 000 златни дуката на Римската курия.
През 1556 г. Ерколе II застава на страната на папа Павел IV и Франция срещу Испания, поставяйки се начело на антиимперската лига. Но след като интересът на французите към Неапол става очевиден, той се отказва от споразумението, защото иска Анри II да се погрижи за Милано. Чрез посредничеството на Козимо де Медичи Ерколе II сключва споразумение с испанците на 18 май 1558 г., което му позволява да запази владенията си непокътнати.
Дворът на Ферара при Ерколе II остава важен културен център не само за разпространението на Реформацията в Италия, чрез подкрепата на съпругата му Рената, но и за меценатството.
С него херцогската политика към сефарадските евреи, изгонени от Испания и Португалия и които намират убежище в град Ферара от времето на Ерколе I д'Есте, не се променя. В съответствие с мислите на Джовани Пико дела Мирандола Ерколе II вярва в плодотворния диалог между еврейската и християнската доктрина.
Умира през 1559 г. на 51-годишна възраст. Погребан е в манастира „Корпус Домини“ във Ферара.

## Брак и потомство
∞ 28 юни 1528 за френската принцеса Рене Френска (* 25 октомври 1510, дворец Блоа; † 12 юни 1574, Монтаржи), херцогиня на Шартър, дъщеря на френския крал Луи XII и на Анна Бретанска, от която има двама сина и три дъщери:
- Анна д’Есте (* 16 ноември 1531, Ферара; † 17 май 1607, Париж), ∞ 1. 16 декември 1548 в Сен Жармен ан Ле за Франсоа I Лотарингски (* 1519, † 1563), херцог на Гиз, от когото има шест сина и една дъщеря 2. 5 май 1566 в Сен Мор де Фосе за Жак Савойски-Немур (* 1531, † 1585), херцог на Немур, от когото има двама сина и една дъщеря
- Алфонсо II д’Есте (* 22 ноември 1533, Ферара; † 27 октомври 1597, пак там), 5-и херцог на Ферара от 1559, ∞ 1. 1558 за Лукреция де Медичи (* 1545, † 1562), дъщеря на великия херцог Козимо I де Медичи от Тоскана, от която няма деца 2. 1565 за Барбара Австрийска (* 1539, † 1572), дъщеря на император Фердинанд I, от която няма деца 3. 1579 за Маргарита Гонзага (* 1564, † 1618), дъщеря на херцог Гулелмо Гонзага от Мантуа, от която няма деца
- Лукреция д’Есте (* 16 декември 1535, Ферара; † 12 февруари 1598, пак там); ∞ 1570 за Франческо Мария II дела Ровере (* 1549, † 1631), херцог на Урбино, от когото няма деца
- Елеонора д’Есте (* 19 юни 1537, Ферара; † 19 февруари 1581)
- Луиджи д’Есте (* 21 декември 1538, Ферара; † 30 декември 1586, Рим), кардинал 1561 и епископ на Ферара.

- Децата на Ерколе II
- Анна
- Алфонсо II
- Лукреция
- Елеонора
- Луиджи

## Ерколе II в изкуството
Ерколе II е изобразен на скулптура на Просперо Согари Спани, известен като Клементе. Творбата, мраморен бюст с основа, е поръчана от херцога след указанията на неговия брат Иполито.
Досо Доси го изобразява в алегоричната картина „Херкулес и пигмеите“ около 1535 г.
Ликът на херцога се появява на много медали и монети, като например на медал на Помпео Леони от 1554 г. или в медала на Пасторино деи Пасторини от 1534 г.